# St-Denis (Jouy-le-Comte)

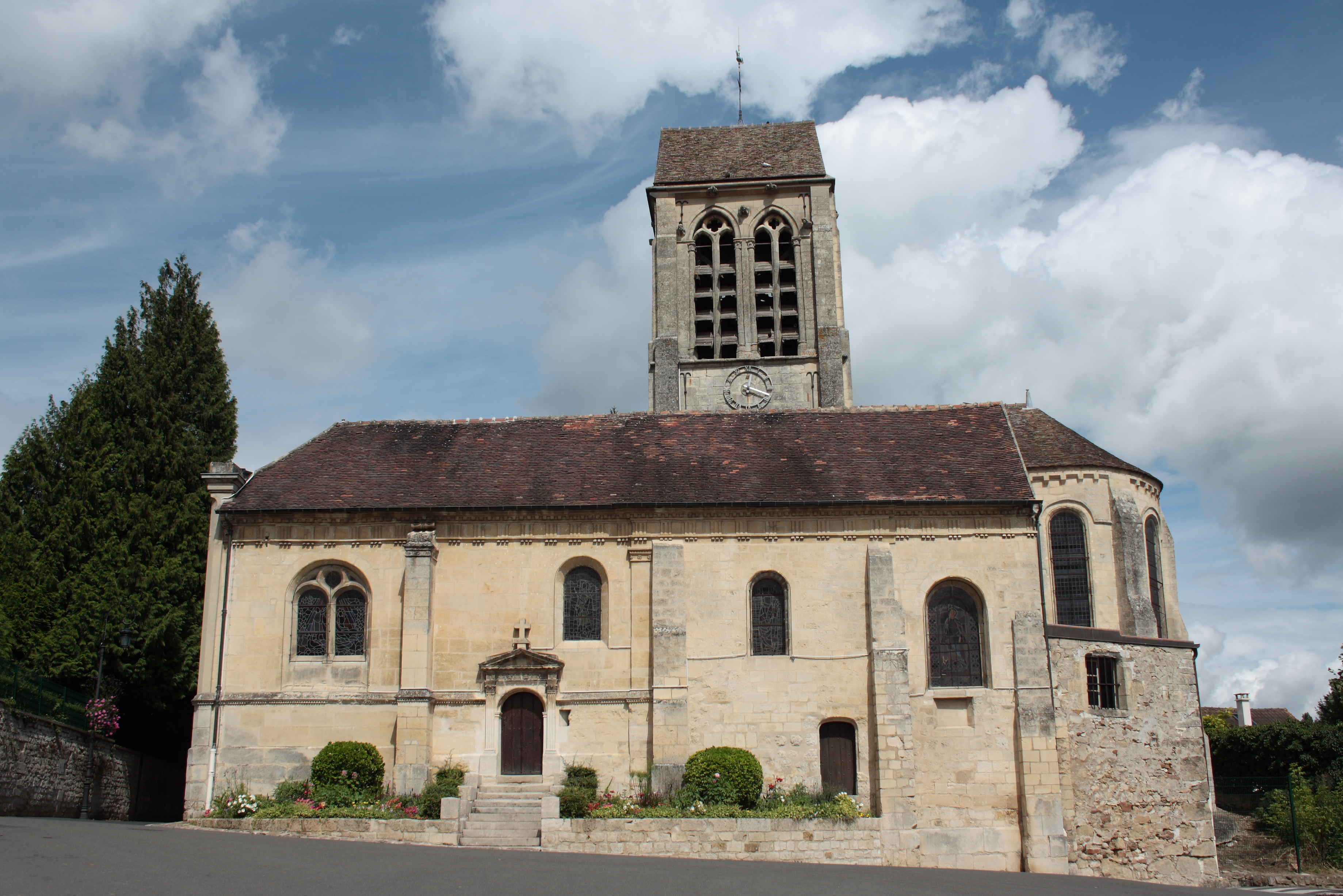
Pfarrkirche Saint-Denis

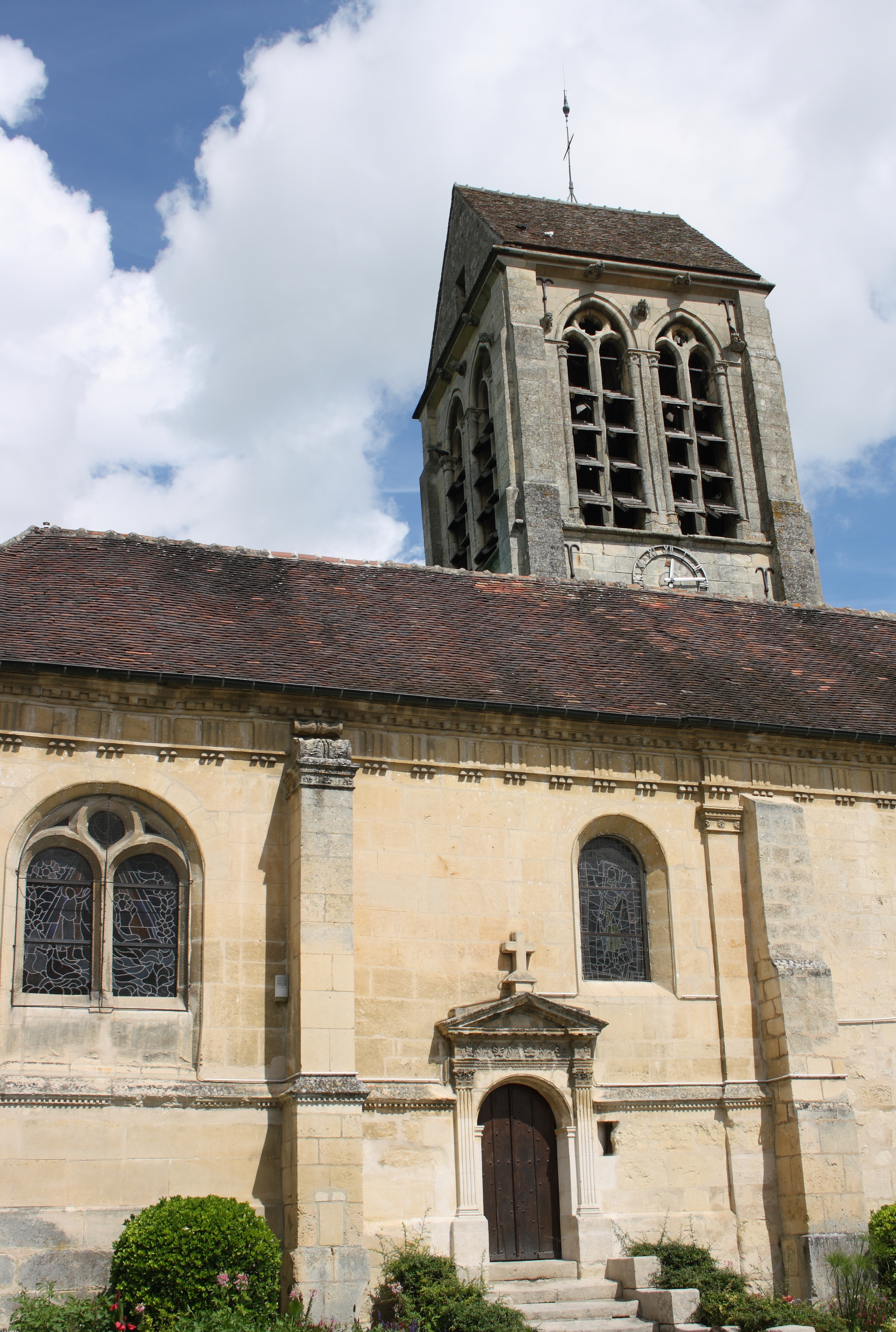
Südseite mit Seitenportal

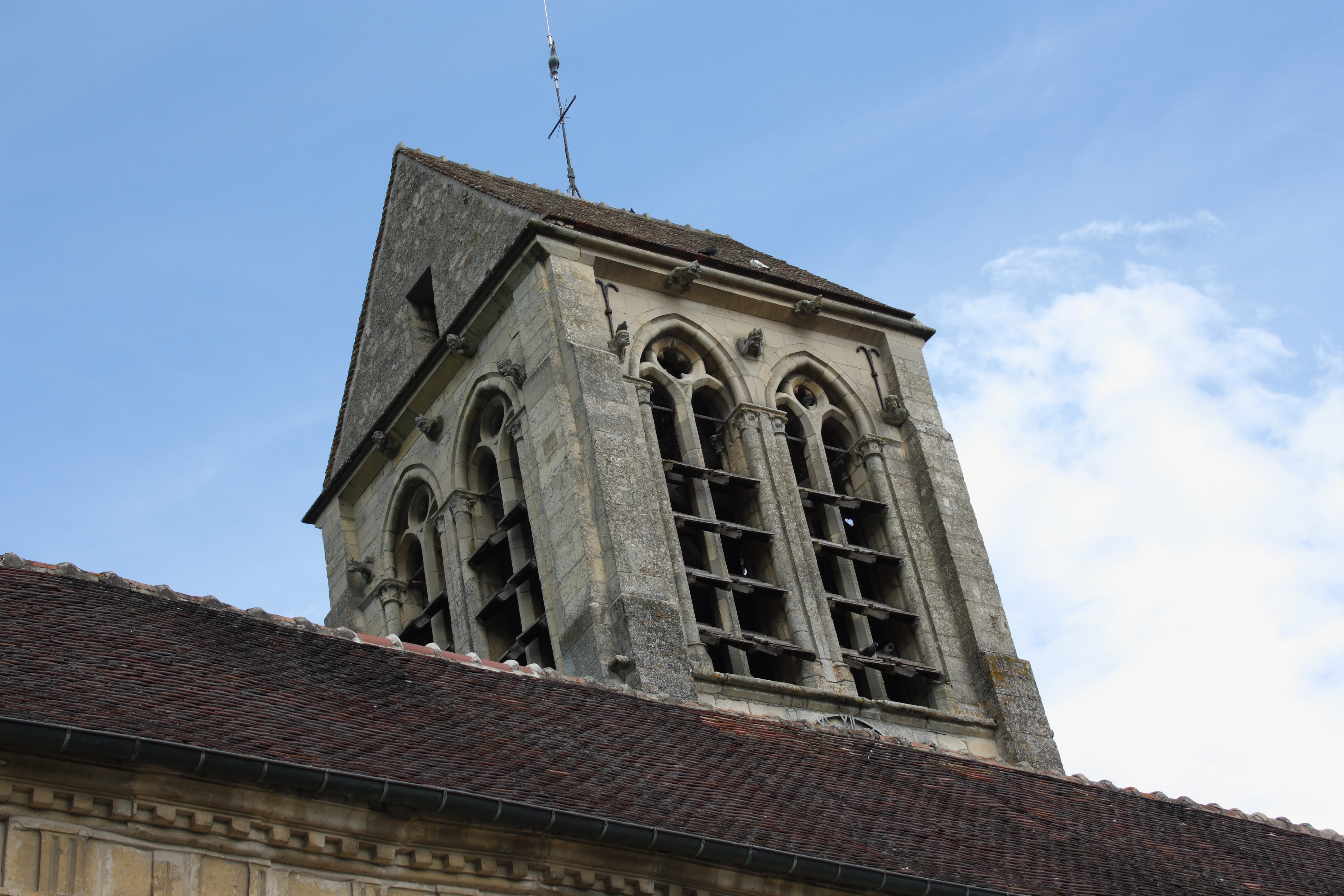
Glockenturm

Die katholische Pfarrkirche Saint-Denis in Jouy-le-Comte, einem Ortsteil der Gemeinde Parmain im Département Val-d’Oise in der französischen Region Île-de-France, geht auf eine romanische Kirche aus der zweiten Hälfte des 12. Jahrhunderts zurück. Der gotische Glockenturm stammt aus dem späten 13. Jahrhundert. Um 1550 wurden das südliche Seitenschiff und das südliche Seitenportal im Stil der Renaissance errichtet. Die Kirche ist dem hl. Dionysius von Paris geweiht. 1912 wurden Chor und Glockenturm als Monuments historiques in die Liste der Baudenkmäler in Frankreich aufgenommen.

## Architektur

### Außenbau
Der über der Vierung, über quadratischem Grundriss errichtete Glockenturm besitzt auf allen vier Seiten große, leicht zugespitzte Zwillingsfenster. Unter dem Dachansatz und an den Wänden ist er mit groben Fratzen besetzt.
Am südlichen Seitenschiff verläuft unter dem Dachansatz ein Schachbrettfries und darunter ein Fries aus Metopen und Triglyphen. Das südliche Seitenportal wird von einem Dreiecksgiebel überfangen und seitlich von kannelierten und mit Kapitellen verzierten Pilastern gerahmt.

### Innenraum
Der Chor, die Vierung und der nördliche Querhausarm stammen noch aus dem 12. Jahrhundert. Die Apsis wird von einem Kreuzrippengewölbe gedeckt, das auf schlanken Säulen aufliegt, die mit Blattkapitellen verziert sind. Sie wird von vier Rundbogenfenstern durchbrochen, die 1958 eingesetzten Bleiglasfenster wurden von Maurice Rocher entworfen.
Im Hauptschiff, das im 17. Jahrhundert fast vollständig neu wieder aufgebaut wurde, ist nur noch die Nordmauer vom ursprünglichen Bau erhalten. Es wird von einer hölzernen Tonne gedeckt. Zwei Rundbogenarkaden öffnen sich zum südlichen Seitenschiff.

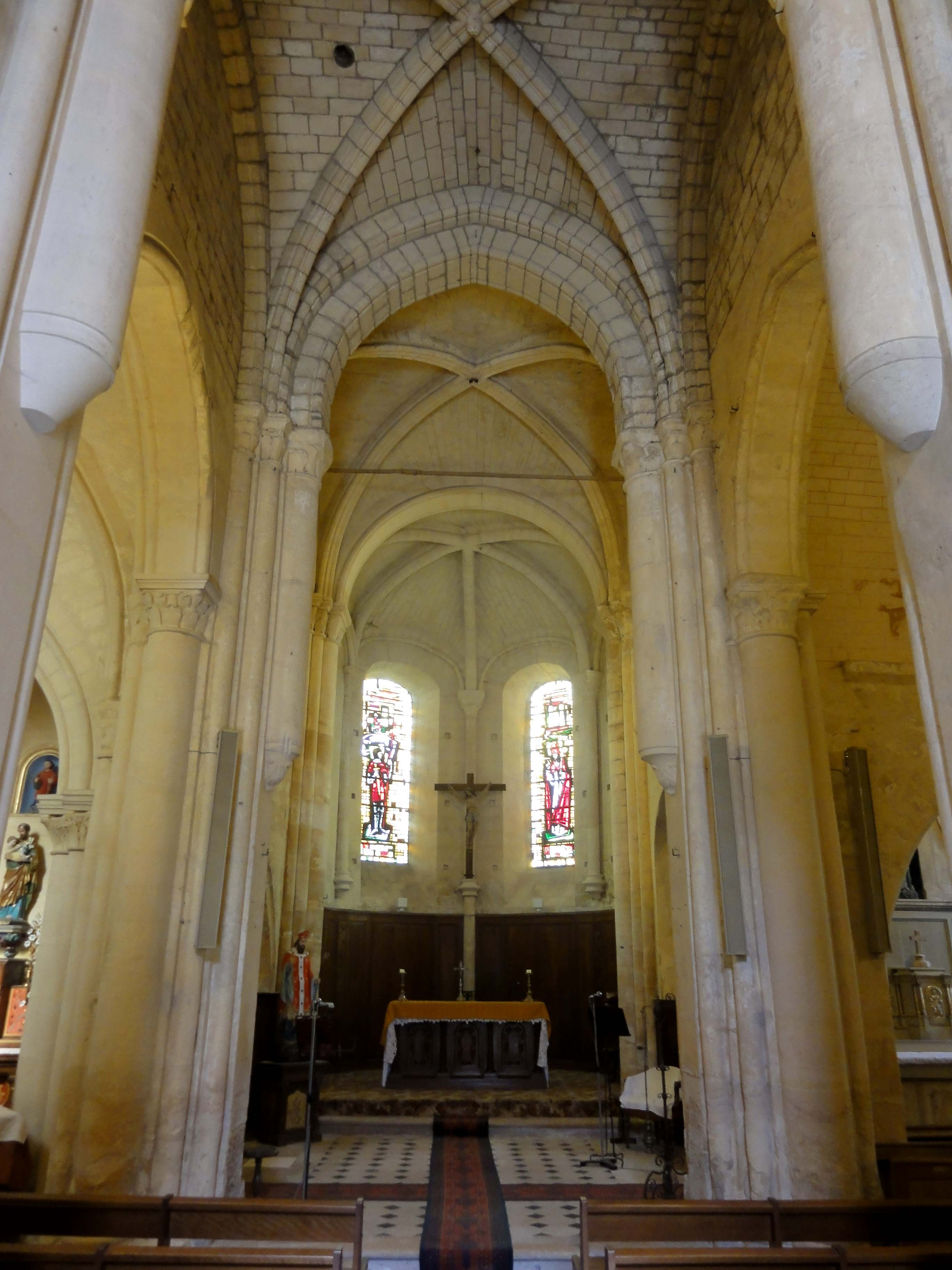
Vierung und Chor
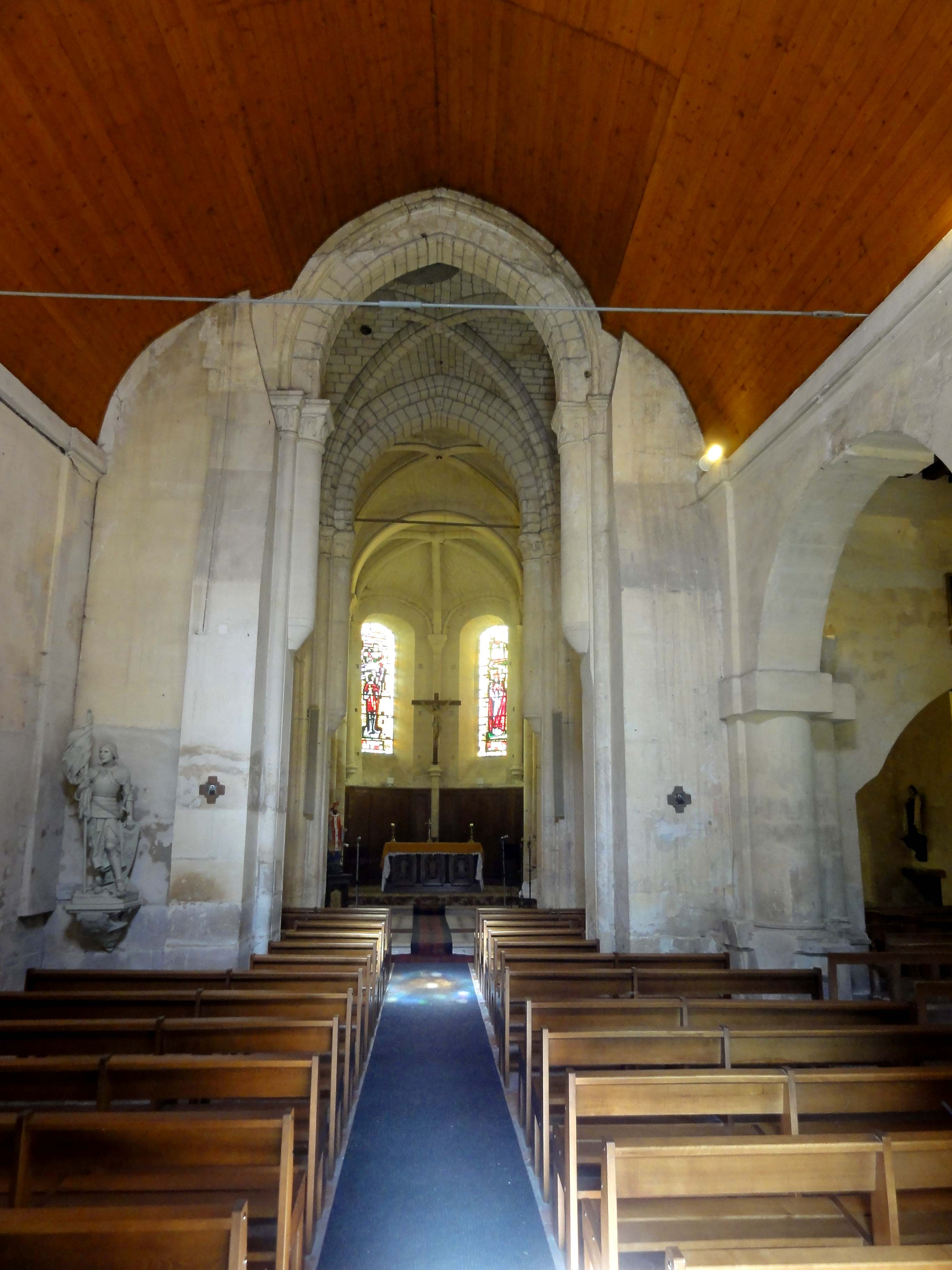
Hauptschiff, Blick nach Osten

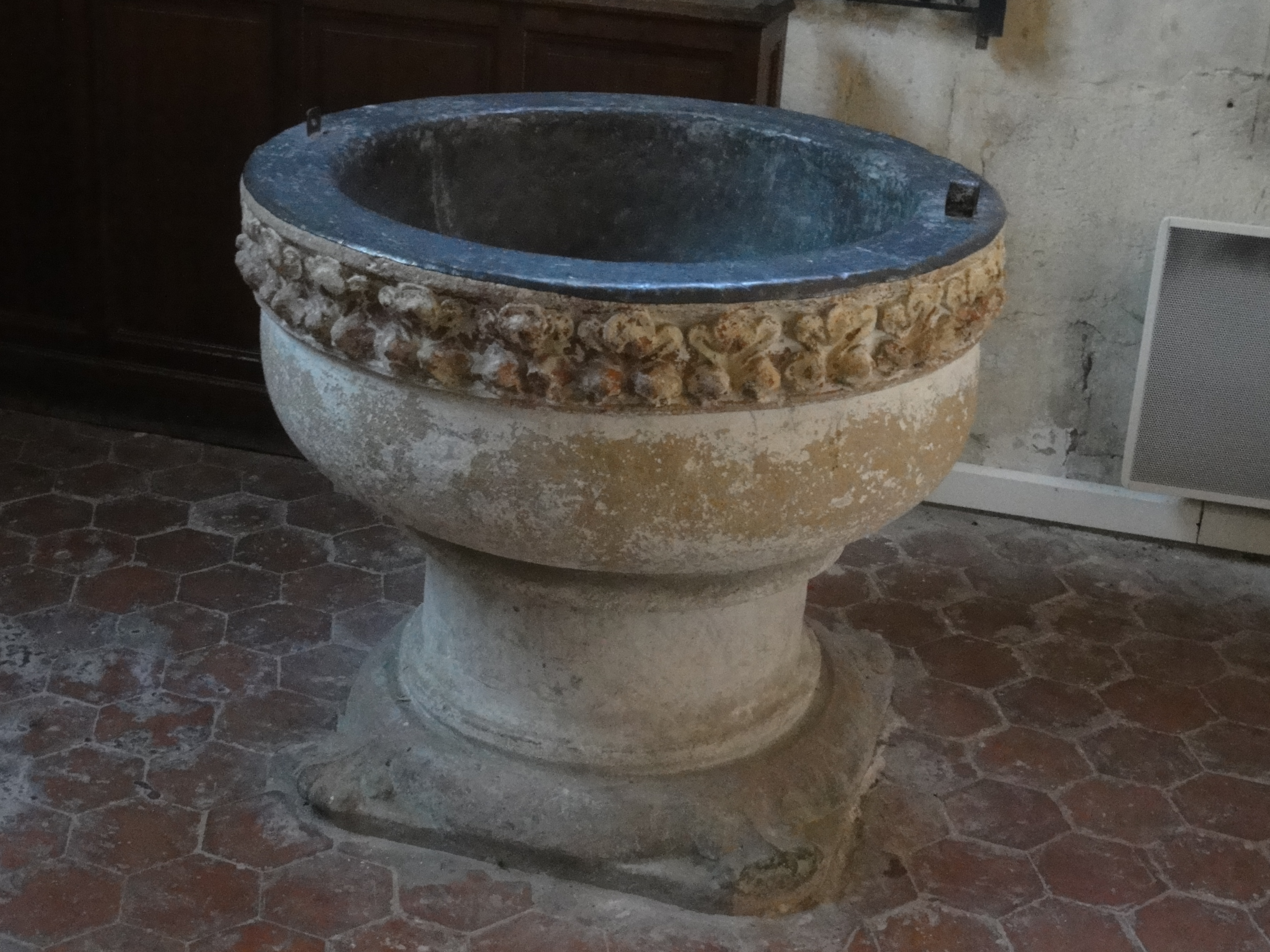
Taufbecken

## Ausstattung
- Das Taufbecken wird ins 13. Jahrhundert datiert. Es ist am oberen Rand mit einem Blattfries skulptiert.[1]